# 超音波検査士
超音波検査士（ちょうおんぱけんさし，正式名：公益社団法人日本超音波医学会認定超音波検査士　英：JSUM Registered Medical Sonographer）とは、公益社団法人日本超音波医学会の超音波検査士制度委員会規程に定める超音波検査士制度委員会の審査により付与される認定資格である。

## 目的
この制度は，超音波医学の進歩発展に伴い，公益社団法人日本超音波医学会(以下｢本会｣という．) が超音波検査の優れた技能を有する看護師・准看護師・臨床検査技師・診療放射線技師を専門の検査士として認定し，超音波医学並びに医療の向上を図り，もって国民の福祉に貢献することを目的とする。

## 受験資格
検査士認定試験を受験する者は，次の各号の条件をすべて満たしていなければならない． 
一 日本国の看護師・准看護師・臨床検査技師・診療放射線技師の何れかの免許を有し，その人格及び見識を備えていること． 
二 当該年度の９月１日までに，３年以上継続して，本会の正会員，シニア会員，準会員(期間中にここに掲げる一つの資格からここに掲げる他の資格に種別変更があった場合を含む．)又は日本超音波 検査学会の正会員であること．
三 公益社団法人日本超音波医学会認定超音波専門医又は公益社団法人日本超音波医学会認定超音波 指導検査士によって推薦されること．

## 対象領域
以下の臨床領域別に試験を行う
体表臓器・循環器・消化器・泌尿器・産婦人科・健診・血管

## 受験様式
1)  書類審査：超音波検査実績
2)  マークシート方式による筆記試験：「臨床領域」および「医用超音波の基礎」
（各35問出題，各解答時間70分）
解答形式：A タイプ「5つの選択肢（a～e）から該当する1つを選ぶもの」
X2タイプ「5つの選択肢（a～e）から該当する2つを選ぶもの」